# Saison 2001-2002 de snooker
Navigation
2000-2001 2002-2003
La saison 2001-2002 de snooker est la 34e saison de snooker. Elle regroupe 30 tournois organisés par la WPBSA entre le 11 août 2001 et juin 2002.

## Nouveautés
- Mise en place du circuit de la WPBSA, une série de tournois non classés se déroulant à Prestatyn. Il sera renommé les années suivantes circuit de l'EASB puis International Open Series.
- Disparition du Grand Prix de Malte.
- La coupe des nations n'est pas reconduite.

## Calendrier
| C = Tournoi classé (professionnel)              |
| NC = Tournoi non classé (professionnel)         |
| P/A = Tournoi pro-am (professionnel et amateur) |
| CC = Circuit du challenge (amateur)             |

| Dates (mois-jour) | Dates (mois-jour) | Tournoi                            | Lieu                | Site                              | Cat. | Vainqueur            | Finaliste           | Score, | Références |
| 08–11             | 08–19             | Coupe des champions                | Brighton            | Brighton Centre                   | NC   | John Higgins         | Mark Williams       | 7–4    | [ 3 ]      |
| 08–22             | 08–26             | Jeux mondiaux                      | Akita               | Selion Plaza                      | P/A  | Bjorn Haneveer (en)  | Marlon Manalo (en)  | 4–3    | ,          |
| 09-??             | 09-??             | Circuit de la WPBSA (épreuve 1)    | Leicester           | Willie Thorne Snooker Club        | NC   | Mark Gray (en)       | Shaun Murphy        | 5-2    |            |
| 09–18             | 09–23             | Masters d'Écosse                   | Glasgow             | Thistle Hotels                    | NC   | John Higgins         | Ronnie O'Sullivan   | 9–6    | [ 6 ]      |
| 09–29             | 10–07             | Open de Grande-Bretagne            | Newcastle upon Tyne | Telewest Arena                    | C    | John Higgins         | Graeme Dott         | 9–6    | [ 7 ]      |
| 10–08             | 10–14             | Circuit du challenge (épreuve 1)   | Harrogate           | Manhattan Club and Snooker Centre | CC   | James Reynolds       | Steve Judd (en)     | 6–5    | ,          |
| 10–13             | 10–21             | Coupe LG                           | Preston             | Preston Guild Hall                | C    | Stephen Lee          | Peter Ebdon         | 9–4    | [ 10 ]     |
| 10-??             | 10–??             | Tournoi Pontins pro-am (automne)   | Prestatyn           | Pontins                           | P/A  | Sam O'Neill          | Rodney Goggins      | 5-1    |            |
| 10-31             | 11–04             | Open d'Autriche                    | Wels                | BRP Hall                          | P/A  | Stefan Mazrocis (en) | Lee Richardson      | 5-3    |            |
| 11–04             | 11–15             | Championnat Benson & Hedges        | Mansfield           | Towers Snooker Club               | NC   | Ryan Day             | Hugh Abernethy (en) | 9–5    | ,          |
| 11–??             | 11–??             | Championnat de Merseyside          | Liverpool           | George Scott Snooker Club         | NC   | Nick Dyson (en)      | Paul Davison        | 5-2    |            |
| 11–23             | 12–01             | Open d'Europe                      | La Valette          | Mediterranean Conference Centre   | C    | Stephen Hendry       | Joe Perry           | 9–2    | [ 12 ]     |
| 12–03             | 12–09             | Circuit du challenge (épreuve 2)   | Swindon             | Jesters Snooker Club              | CC   | Leo Fernandez (en)   | Ryan Day            | 6–3    | ,          |
| 12–03             | 12–16             | Championnat du Royaume-Uni         | York                | Barbican Centre                   | C    | Ronnie O'Sullivan    | Ken Doherty         | 10–1   | [ 13 ]     |
| 12-??             | 12-??             | Circuit de la WPBSA (épreuve 2)    | Glasgow             | Craigpark Masters                 | NC   | Brian Morgan (en)    | Leo Fernandez (en)  | 5-2    |            |
| 01–07             | 01–13             | Circuit du challenge (épreuve 3)   | Harrogate           | Manhattan Club and Snooker Centre | CC   | Lee Spick            | Joe Delaney         | 6–3    | ,          |
| 01–23             | 01–27             | Open du pays de Galles             | Cardiff             | Cardiff International Arena       | C    | Paul Hunter          | Ken Doherty         | 9–7    | ,          |
| 02–03             | 02–10             | Masters                            | Londres             | Wembley Conference Centre         | NC   | Paul Hunter          | Mark Williams       | 10–9   | ,          |
| 02-??             | 02-??             | Circuit de la WPBSA (épreuve 3)    | Swindon             | Jesters Snooker Club              | NC   | Robin Hull           | Colm Gilcreest      | 5-4    |            |
| 02–24             | 03–03             | Open de Chine                      | Shanghai            | International Gymnastics Centre   | C    | Mark Williams        | Anthony Hamilton    | 9–8    | ,          |
| 03–04             | 03–10             | Circuit du challenge (épreuve 4)   | Swindon             | Jesters Snooker Club              | CC   | David Gilbert        | Ryan Day            | 6–3    | ,          |
| 03–04             | 03–10             | Masters de Thaïlande               | Bangkok             | Merchant Court Hotel              | C    | Mark Williams        | Stephen Lee         | 9–4    | [ 20 ]     |
| 03–19             | 03–24             | Masters d'Irlande                  | Dublin              | Citywest Hotel                    | NC   | John Higgins         | Peter Ebdon         | 10–3   | ,          |
| 03-??             | 03-??             | Circuit de la WPBSA (épreuve 4)    | Stockport           | Hazelgrove                        | NC   | Matthew Couch        | Munraj Pal (en)     | 5-3    |            |
| 04–06             | 04–14             | Open d'Écosse                      | Aberdeen            | A.E.C.C.                          | C    | Stephen Lee          | David Gray          | 9–2    | ,          |
| 04-??             | 04-??             | Circuit de la WPBSA (épreuve 5)    | Stockport           | Hazelgrove                        | NC   | Lee Spick            | Mark Gray (en)      | 5-3    |            |
| 04–20             | 05–06             | Championnat du monde               | Sheffield           | Crucible Theatre                  | C    | Peter Ebdon          | Stephen Hendry      | 18–17  | [ 25 ]     |
| 01–05             | 05–12             | Première ligue                     | Glenrothes          | Rothes Halls                      | NC   | Ronnie O'Sullivan    | John Higgins        | 9–4    | [ 26 ]     |
| 06-??             | 06-??             | Circuit de la WPBSA (épreuve 6)    | Prestatyn           | Pontins                           | NC   | Stuart Bingham       | Matthew Selt        | 5-4    |            |
| 06-??             | 06–??             | Tournoi Pontins pro-am (printemps) | Prestatyn           | Pontins                           | P/A  | Paul Sweeny          | Scott MacKenzie     | 4-3    |            |

## Classement mondialen début et fin de saison

### Après lechampionnat du monde 2001
| Rang | Évol.         | Joueur            | Points |
| 1    | en stagnation | Mark Williams     | 53390  |
| 2    | 2             | Ronnie O'Sullivan | 45599  |
| 3    | 1             | John Higgins      | 43724  |
| 4    | 3             | Ken Doherty       | 38339  |
| 5    | 2             | Stephen Hendry    | 35603  |
| 6    | en stagnation | Matthew Stevens   | 32884  |
| 7    | 5             | Peter Ebdon       | 32662  |
| 8    | 3             | Stephen Lee       | 29924  |
| 9    | 5             | Paul Hunter       | 25884  |
| 10   | 6             | Joe Swail         | 24872  |
| 11   | 7             | Jimmy White       | 23584  |
| 12   | 4             | Alan McManus      | 21940  |
| 13   | 9             | Mark King         | 21875  |
| 14   | 5             | Graeme Dott       | 21764  |
| 15   | 2             | Dave Harold       | 21430  |
| 16   | 7             | Fergal O'Brien    | 21131  |

### Après lechampionnat du monde 2002
| Rang | Évol.         | Joueur            | Points |
| 1    | 1             | Ronnie O'Sullivan | 50024  |
| 2    | 1             | Mark Williams     | 46785  |
| 3    | 4             | Peter Ebdon       | 44652  |
| 4    | 1             | John Higgins      | 44334  |
| 5    | 1             | Ken Doherty       | 43479  |
| 6    | 1             | Stephen Hendry    | 42128  |
| 7    | 1             | Stephen Lee       | 39669  |
| 8    | 2             | Matthew Stevens   | 32879  |
| 9    | en stagnation | Paul Hunter       | 31309  |
| 10   | 1             | Jimmy White       | 28934  |
| 11   | 2             | Mark King         | 27432  |
| 12   | 2             | Graeme Dott       | 27159  |
| 13   | 14            | Joe Perry         | 26969  |
| 14   | 11            | Quinten Hann      | 26232  |
| 15   | 3             | Alan McManus      | 25740  |
| 16   | 6             | Joe Swail         | 24879  |